# Palau d'Esports de la Comunitat de Madrid

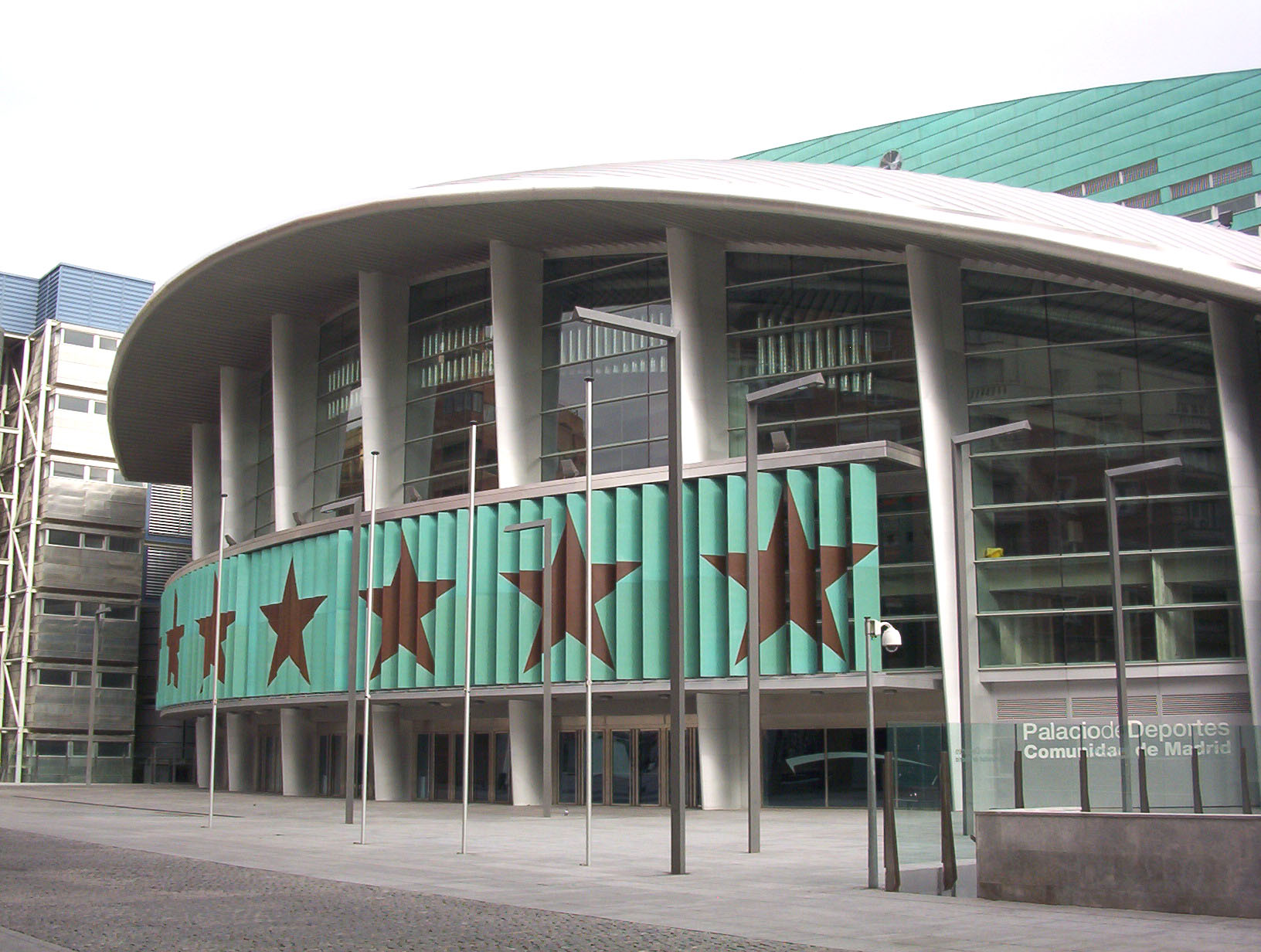
Façana oest del Palau d'Esports de Madrid.

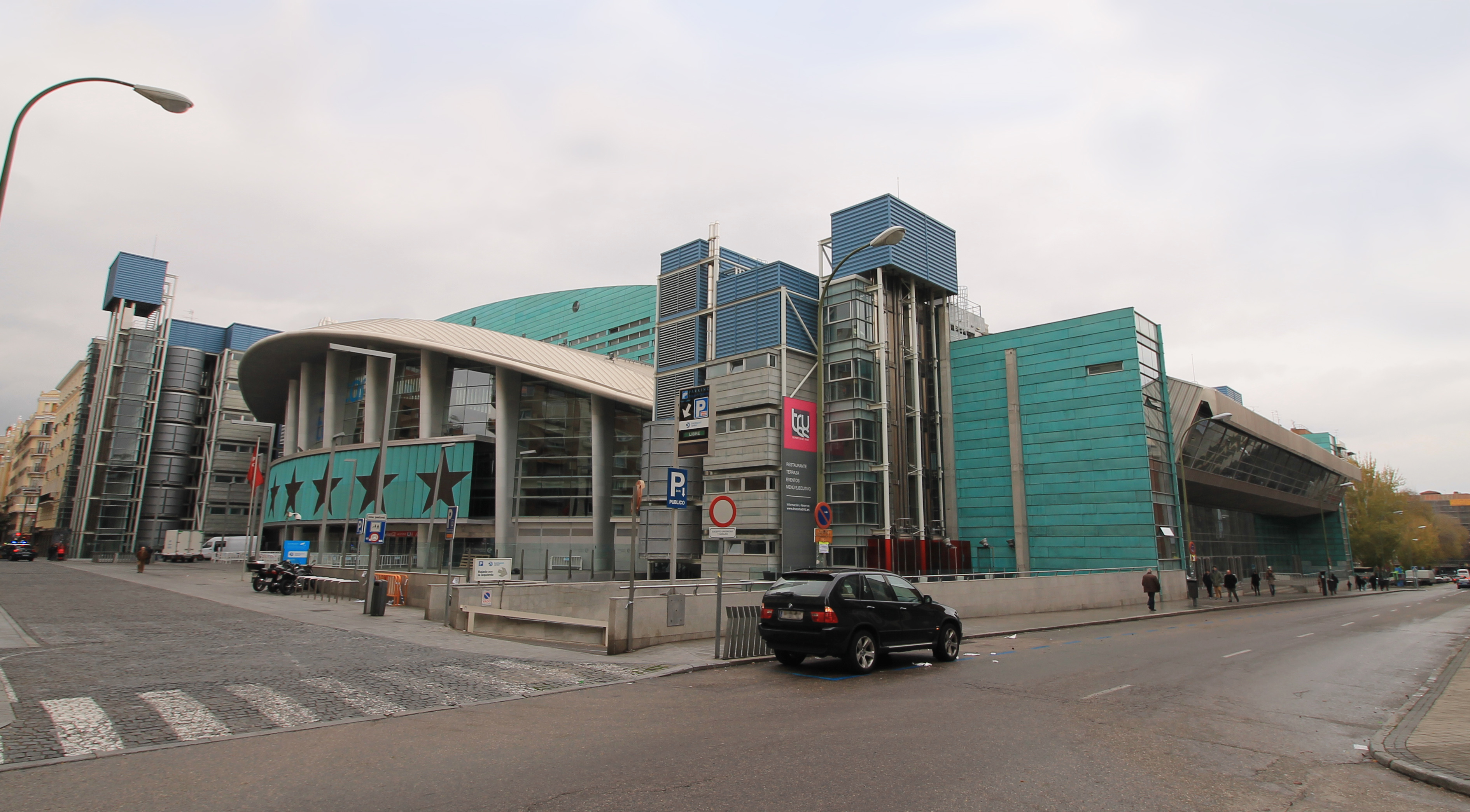
Vista des de l'angle sud-oest (carrer de Jorge Juan).

El Palau d'Esports de la Comunitat de Madrid, actualment conegut com a WiZink Center per motius de patrocini, és un pavelló multiusos de la ciutat de Madrid.

## Història

### Orígens (1874-1960)
Fins a finals del segle xix l'àrea on es troba el Palau dels Esports era una zona d'hortes en el perímetre de la ciutat, en la continuació del carrer Goya, a la vora de l'eixample que s'havia realitzat a instàncies del marquès de Salamanca. El 1872 el llavors alcalde de Madrid, el comte de Toreno, va posar la primera pedra d'una nova plaça de toros, ja que l'anterior, ubicada al costat de la Puerta de Alcalá, havia estat enderrocada per a la construcció del nou barri. Dos anys després, el 4 de setembre de 1874 va ser inaugurada la plaça que era d'estil neomudèjar i havia estat projectada pels arquitectes Lorenzo Álvarez Capra i Emilio Rodríguez Ayuso.
A causa de l'augment de població de la ciutat i de la gran afició per la tauromàquia existent a Madrid, la plaça es va quedar petita i el 1931 se'n va inaugurar una altra, la Monumental de Las Ventas al costat del rierol Abroñigal. Durant tres anys la nova plaça va estar pràcticament sense ús, de manera que es van seguir celebrant curses a l'antiga. L'última va tenir lloc el 14 d'octubre de 1934. Una setmana després, el 21 d'octubre, es va inaugurar formalment la plaça de Las Ventas. La plaça del carrer Goya, antecedent del Palau dels Esports, va ser enderrocada uns dies després.
El solar va quedar buit durant anys atès l'estat de penúria en què es trobava el país després de la Guerra Civil i els anys de postguerra. Finalment, el 1952, l'alcalde José María Gutiérrez del Castillo va promoure la construcció d'un pavelló esportiu com el que ja existia en altres capitals europees. El 1953 es va convocar un concurs per a la realització del palau. El 1956 la Delegación Nacional de Deportes es va decantar pel projecte dels arquitectes José Soteras i Lorenzo García Barbón, autors del Palau dels Esports de Barcelona, inaugurat un any abans per servir de seu als Jocs Mediterranis que es van celebrar a la ciutat comtal.

### Primer Palau dels Esports (1960-2001)
El projecte del Palau dels Esports consistia en un edifici circular de 115 m. de diàmetre, construït de formigó armat i amb coberta metàl·lica. L'obra va costar 56 milions de pessetes.
L'aforament original anava dels 10.000 als 16.000 espectadors depenent de la configuració de grada i de les activitats que es desenvoluparien en el seu interior. Així, per exemple, per a proves de ciclisme la capacitat era de 10.609 i per combats de boxa de 16.137.
El Palau va ser inaugurat el 1960. El 1969 va ser ampliat amb pistes de bàsquet, ciclisme, hoquei i atletisme. El 1985 la titularitat del Palau va ser transferida a la Comunitat de Madrid, que va emprendre una reforma integral de l'edifici.
Durant els 41 anys de vida d'aquest primer Palau dels Esports s'hi van donar cita un gran nombre de competicions esportives de bàsquet, atletisme, boxa, handbol, arts marcials, ciclisme i gimnàstica, així com d'hípica, patinatge, hoquei i fins i tot trial. Va ser seu dels equips de bàsquet del Reial Madrid de 1986 fins a 1998 i del CB Estudiantes de 1987 fins a l'incendi.
El 28 de juny de 2001 el palau va patir un incendi i va quedar en estat de ruïna.

### Segon Palau dels Esports (2005)
Després de l'incendi, la Comunitat de Madrid va decidir construir un nou edifici al mateix lloc. Va ser projectat pels arquitectes Enrique Hermoso i Paloma Huidobro. La construcció va començar el 20 de febrer de 2002 amb un pressupost de 124 milions d'euros. Es va aprofitar de l'anterior edifici part de l'estructura, en concret les façanes de la Plaça de Salvador Dalí i avinguda de Felip II així com la part posterior del carrer Font dels Créixens. Va ser inaugurat el 16 de febrer de 2005 per l'alcalde Alberto Ruiz-Gallardón i la presidenta de la Comunitat de Madrid Esperanza Aguirre. Té una capacitat variable segons la configuració que s'adopti:
- Atletisme: 10.000 espectadors (amb pista de 200 m de corda i 6 carrers).
- Handbol: 14.000 espectadors.
- Bàsquet: 15.000 espectadors.
- Concerts: 15.500 espectadors.

## Grans esdeveniments esportius celebrats

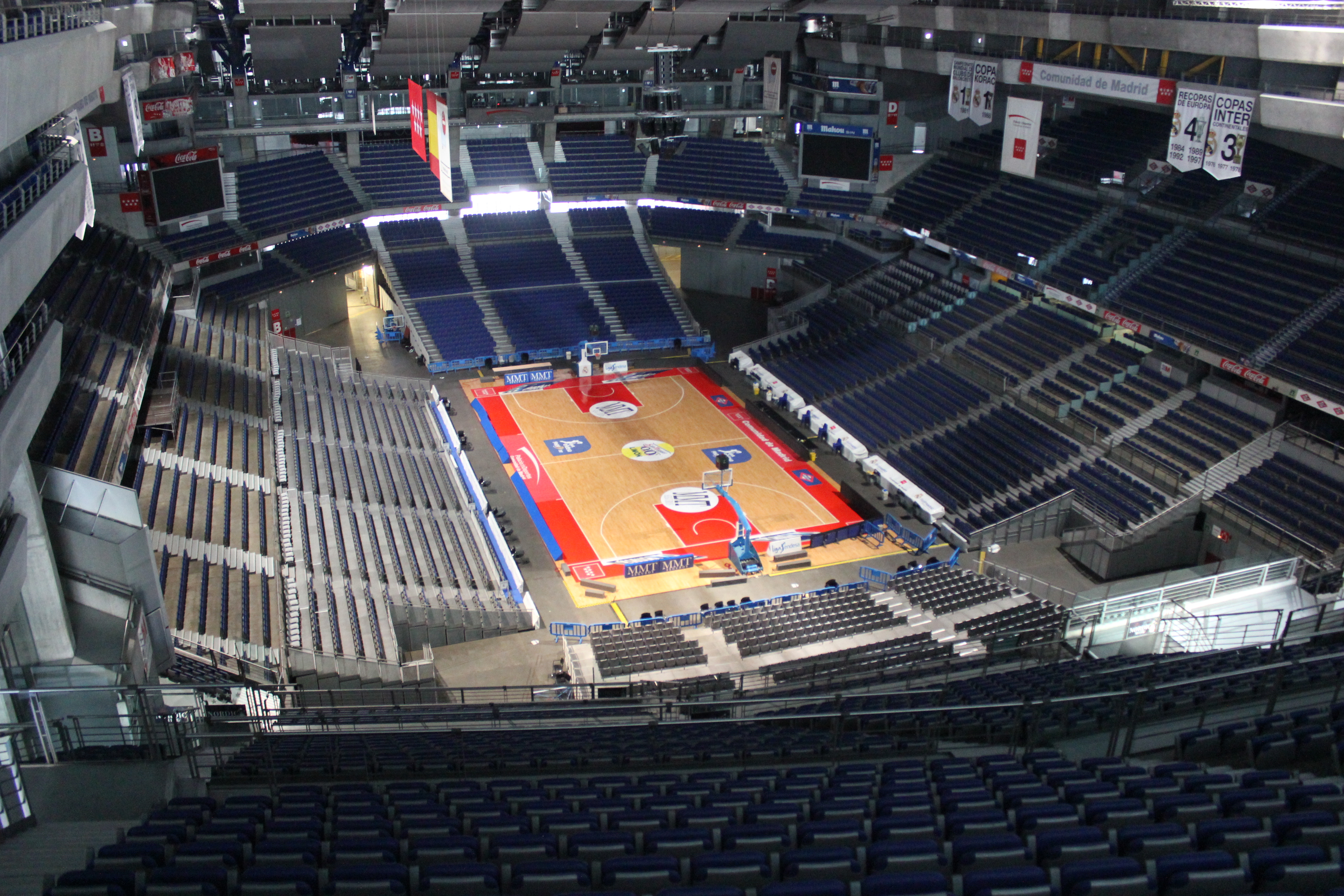
Interior del Palau d'Esports.

### Arts marcials
- Campionat d'Europa de Judo de 1965
- Campionat del Món de Karate de 1980
- Campionat de Madrid de Taekwondo de 1984 i 2005
- 11 de juny de 1992: Gira europea de Gran Sumo.

### Atletisme
- Campionat d'Espanya d'atletisme de 1982
- Campionat d'Europa d'atletisme en pista coberta de 1986
- Campionat d'Europa d'atletisme en pista coberta de 2005

### Bàdminton
- 18 de setembre - 24 de setembre de 2006: Campionat del Món de bàdminton

### Bàsquet
- Final de la Copa del Generalísimo de 1960
- Fase final del Campionat mundial de bàsquet de 1986
- Copa del Rei de Bàsquet de 2006
- Fase final del Campionat europeu de bàsquet de 2007
- Final a 4 de l'Eurolliga de 2008
- Copa del Rei de bàsquet 2009
- Copa del Rei de bàsquet 2011
- Lliga ACB camp de l'Estudiantes temporada 2010/2011
- Lliga ACB / EUROLEAGUE pista del Reial Madrid: 2011 - actualitat
- Serà una de les sis seus de la Copa del Món de bàsquet 2014.[1]

### Handbol
- Final de la Copa d'Europa d'handbol de 1985
- Trobada Internacional Espanya - França, registrant la millor entrada en un esdeveniment esportiu d'aquest recinte.[2] 1 de novembre de 2009.

### Boxa i lluita
- Campionat del Món de Boxa, pes superlleuger de 1971
- Campionat d'Europa de Lluita Grecoromana de 1974

A més la WWE (World Wrestling Entertainment) ha participat diverses vegades al palau amb diverses lluites per alguns dels títols però mai van arribar a canviar de mans.

### Gimnàstica
- Campionat d'Europa de Gimnàstica de 1971
- Paraolimpíada de Gimnàstica de psíquics de 1992

### Hípica
- Campionat d'Espanya de salt d'obstacles de 1964

### Hoquei sobre patins
- Campionat del món d'hoquei sobre patins de 1960

### Patinatge artístic
- Campionat del Món de patinatge artístic de 1965

## Grans esdeveniments artístics celebrats
- 1961: I Festival Mundial de Jazz
- 1974: Ballet Krasnolarsk
- 1978: Cors de l'Exèrcit Rus (repetirien el 1981 i 1989)
- 1979: Bee Gees (repetirien el 1991)
- 1981: Ballet de l'Òpera Alemanya de Berlín (repetí el 1998)
- 1982: Miguel Ríos i Joaquín Sabina
- 1982: Víctor Manuel i Ana Belén
- 1982: Miguel Bosé
- 1985: Sting
- 1986: Supertramp
- 1986: Elton John
- 1989: Paul McCartney
- 1989: Rocío Jurado
- 1990: Phil Collins
- 1990: Luciano Pavarotti
- 1991: Gloria Estefan
- 1991: La Unión
- 1992: The Cure
- 1992: Nirvana
- 1993: Héroes del Silencio
- 1994: Aerosmith (Get A Grip Tour, 9 de juny)
- 1995: Page & Plant (5 de juliol)
- 1996: Héroes del Silencio
- 1996: Extremoduro i Platero y Tú
- 1997: Backstreet Boys
- 1997: Laura Pausini
- 1997: KISS (Reunion Tour, 25 de juny)
- 1997: Aerosmith (Nine Lives World Tour, 15 de juny)
- 1998: Spice Girls (16 de març)
- 1998: La Oreja de Van Gogh
- 1999: Ballet Mussorgsky de Sant Petersburg
- 2000: Enrique Iglesias
- 2000: AC/DC (Stiff Upper Lip World Tour, 10,11 i 12 de desembre)
- 2001: Eric Clapton
- 2001: Manolo García
- 2003: Shakira, Tour de la Mangosta - (25 d'abril)
- 2004: Anastacia - Live at Last
- 2005: Queen + Paul Rodgers (1 d'abril)
- 2005: Oasis (banda)
- 2005: Andrés Calamaro (18 de novembre)
- 2006: Alejandro Fernández (4 de març)
- 2006: The Who
- 2006: Red Hot Chili Peppers
- 2006: Pearl Jam (7 de setembre)
- 2006: La Oreja de Van Gogh
- 2007: Nacha Pop (26 d'octubre)
- 2006: Muse (27 d'octubre)
- 2007: RBD (6 de gener) (tour generació rbd)
- 2007: Beyoncé: The Beyoncé Experience
- 2007: Dream Theater (3 de novembre)
- 2007: Marilyn Manson (20 de novembre)
- 2007: Bruce Springsteen (25 de novembre)
- 2007: 50 Cent (16 de desembre)
- 2007: The Who
- 2008: The Cure (6 de març)
- 2008: Marea (8 de març)
- 2008: Alicia Keys (17 de març)
- 2008: Hombres G (18 d'abril)
- 2008: Backstreet Boys (23 d'abril)
- 2008: Kylie Minogue (3 de juny)
- 2008: Festival sub-18, Simple Plan i Panic! at the Disco (10 de juliol)
- 2008: RBD (21 d'agost)
- 2008: Coldplay (7 de setembre)
- 2008: Juan Luis Guerra La Travesía Tour (11 de setembre)
- 2008: Mónica Naranjo Tarantula Tour (19 de setembre)
- 2008: Estopa (9 d'octubre)
- 2008: Enrique Bunbury (23 d'octubre)
- 2008: Queen + Paul Rodgers (25 d'octubre)
- 2008: Amaral (30 d'octubre, gravació en directe del seu disc recopilatori "La barrera del sonido")
- 2008: Sensation Sensation White 2008 (22 de novembre)
- 2008: Marea Piojoso Tour (fi de gira)
- 2008: Extremoduro Gira 2008
- 2008: Premios Los 40 Principales (Beyoncé, Anastacia, LODVG, ECDL, Craig David, Green Day)
- 2008: RBD (21 de desembre) (darrer concert)
- 2009: Oasis (banda) (12 de febrer)
- 2009: The Killers (22 de març)
- 2009: AC/DC Black Ice World Tour (2 d'abril)
- 2009: Franz Ferdinand + Mando Diao + artista convidat (3 d'abril)
- 2009: Il Divo, gira mundial 'An evening with Il Divo (4 d'abril)
- 2009: Beyoncé: I Am... Tour
- 2009: Jonas Brothers (13 de juny) (world tour)
- 2009: Festival sub-18, Katy Perry, Metro Station i You Me At Six (26 de juny)
- 2009: Malú (2 de juliol)
- 2009: Slipknot i Machine Head (10 de juliol)
- 2009: Metallica (13 i 14 de juliol) World Magnetic Tour 09
- 2009: The Eagles Long Road Out Of Eden Tour (21 de juliol)
- 2009: Green Day (29 de setembre) 21st Century Breakdown World Tour
- 2009: Rammstein (10 de novembre) Liebe Ist Für Alle Da Tour
- 2009: Jonas Brothers (11 de novembre) (world tour)
- 2009: Depeche Mode Tour of the Universe (17 de novembre)
- 2009: Muse (28 de novembre)
- 2009: Marilyn Manson (3 de desembre)
- 2009: The Prodigy (4 de desembre) (Invaders Must Die Tour)
- 2009: Fito & Fitipaldis i La Cabra Mecánica (27, 28 i 29 de desembre)
- 2010: Eros Ramazzotti (13 de febrer) (Alas y Raices)
- 2010: Star Wars In Concert (20 de març)
- 2010: Tokio Hotel (6 d'abril) (Humanoid City Tour)
- 2010: El Barrio (5,6 i 7 de febrer) (Gira Duermevela)
- 2010: ¡Viva Antonio!, concert homenatge a Antonio Vega (9 d'abril)
- 2010: KISS (22 de juny) (Sonic Boom Tour Over Europe)
- 2010: Supertramp (15 de setembre) (70-10 Tour)
- 2010: Miguel Bosé (16 de setembre) (Cardio Tour)
- 2010: Maldita Nerea (21 d'octubre)
- 2010: Miguel Ríos (6 i 7 de novembre)(Bye-Bye Ríos)
- 2010: Arcade Fire (20 de novembre) (The Suburbs Tour)
- 2010: Shakira, Sale el Sol World Tour - (19 de novembre)
- 2010: Lady Gaga (12 de desembre) (Monster Ball Tour)
- 2010: Pereza (18 de desembre) (Gira Aviones)
- 2010: Fito y los Fitipaldis (30 de desembre) (Gira Antes de que Cuente Diez)
- 2011: Taylor Swift (19 de març) (Speak Now World Tour)
- 2011: Justin Bieber (5 d'abril) (My world Tour)
- 2011: Roger Waters (25 de març) (The Wall Live)
- 2011: Raphael (16 de juny) (Te llevo en el corazón)
- 2011: Foo Fighters (6 de juliol)
- 2011: Juglares de Clerecía (18 d'agost)
- 2011: Rihanna (15 de desembre) (Loud Tour)
- 2011: Red Hot Chili Peppers (17 de desembre)
- 2012: Laura Pausini (20 d'abril)
- 2016: Shawn Mendes (29 d'abril)